# Những chàng trai mùa hè
Jongens (tên tiếng Anh: Boys) là một bộ phim tuổi mới lớn năm 2014 được sản xuất tại Hà Lan. Nó được đạo diễn bởi Mischa Kamp và các nét đặc trưng của Gijs Blom, Ko Zandvliet và Stijn Cheesne. Bộ phim được phát hành vào ngày 9 tháng 2 năm 2014.

## Nội dung
Sieger là một cậu bé mười lăm tuổi, sống với người cha góa vợ, Theo, và anh trai của anh ta, Eddy, người gánh nặng cái chết của mẹ mình, đụng độ và hành động chống lại cha mình. Cùng với người bạn thân nhất của mình (Stef), Sieger là thành viên của đội điền kinh địa phương. Họ và hai cậu bé khác, Tom và Marc, được chọn để đại diện cho đội tại cuộc đua tiếp sức vô địch quốc gia. Để giành chiến thắng, họ phải tập luyện chuyên sâu.
Một ngày nọ, họ quyết định đi bơi ở một con sông gần đó. Sau khi Stef và Tom rời đi, Sieger và Marc chia sẻ hai nụ hôn. Bối rối, Sieger khẳng định rằng anh không phải là gay, mà Marc trả lời: "Tất nhiên là không phải", trước khi Sieger về nhà. Mặc dù sự cố, các chàng trai vẫn là bạn bè thân thiết. Khi Stef gặp và bắt đầu hẹn hò với một cô gái địa phương tên Kim, Sieger cảm thấy áp lực khi lãng mạn người bạn thân nhất của mình, Jessica, và kìm nén tình cảm của anh dành cho Marc.
Một ngày cuối tuần, đội điền kinh đi tập huấn. Vào đêm đầu tiên, Sieger lẻn ra ngoài và Marc theo anh đến bãi biển, nơi họ dành phần còn lại của đêm để hôn và nghỉ ngơi trong vòng tay của nhau. Khi họ trở về nhà, Sieger, Jessica, Stef và Kim tham dự một hội chợ. Cũng tại hội chợ, Marc nhìn thấy họ và muốn tham gia. Tuy nhiên, sợ rằng sự thật sẽ lộ ra, Sieger cố gắng phớt lờ Marc. Anh quản lý để đánh lạc hướng và xoa dịu Jessica bằng cách dành cho cô một con thú nhồi bông; và sau đó, Jessica hôn Sieger, khuấy động trong Marc cảm giác bối rối và đau đớn.
Vài ngày sau, Sieger cố gắng bù đắp với Marc và họ đồng ý đi bơi tối hôm đó. Tuy nhiên, Theo và Eddy đã đánh nhau sau khi Theo biết Eddy bị đuổi việc một thời gian trước đây và đã dành thời gian đi xe máy với bạn bè. Theo khóa xe máy. Thay vì ra sông, Sieger cố gắng thuyết phục anh trai về nhà. Eddy sẽ không chú ý đến lời cầu xin của anh ta mà cho anh ta ngồi trong một chiếc xe anh ta đang lái. Trên đường đi, họ gần như đụng phải Marc khi anh đang đi xe đạp. Marc có cơ hội hỏi Sieger tại sao anh ta không đến cuộc hẹn của họ, và Sieger, sợ bị bắt gặp nói chuyện với Marc, không trả lời anh ta và bỏ đi.
Vào ngày của cuộc đua tiếp sức, Sieger đưa ra cho Marc một "lời xin lỗi" đơn giản mà Marc đang chờ đợi một lời giải thích không đến, nói với Sieger hãy quay lại "trò chơi đố chữ" của mình. Mặc dù vậy, đội chiến thắng. Sieger, Eddy, Theo và Stef ăn mừng với bữa tối tại nhà của Sieger, nơi Theo đưa Eddy trở lại xe máy. Stef tiết lộ rằng anh biết về Sieger và Marc, nói với Sieger rằng "họ tạo nên một đội bóng tốt". Trong bữa tối, Theo thông báo Sieger hành động khá hướng nội và hỏi anh có ổn không. Sieger trả lời "không" và nhảy lên xe máy, rồi lái đi.
Cảnh cuối cùng cho thấy Sieger lái xe máy của Eddy với Marc ở phía sau, ôm lấy anh ta. Có lẽ đến bãi biển, nhưng như lời của bài hát cuối cùng chỉ ra, Sieger đang trên hành trình tự chấp nhận. Cuối cùng họ được ở bên nhau và tỏ ra hạnh phúc.

## Diễn viên
- Gijs Blom vai Sieger
- Ko Zandvliet vai Marc
- Jonas Smulders vai Eddy
- Ton Kas vai Theo
- Stijn Taverne vai Stef
- Myron Wouts vai Tom
- Ferdi Stofmeel vai Huấn luyện viên
- Lotte Razoux Schultz vai Jessica
- Rachelle Verdel vai Kim
- Julia Akkermans vai Bạn gái của Eddy
- Jeffrey Hamilton vai Niclas
- Rifka Lodeizen vai Mẹ của Marc
- Micha Hulshof vai chủ quán ăn vặt
- Caroline Olde Rikkert vai chủ cửa hàng nước hoa
- Roosmarijn van der Hoek vai Neeltje

## Hậu cảnh
Bộ phim được chiếu lần đầu vào ngày 9 tháng 2 năm 2014 trên NPO Zapp, một kênh tiếng Hà Lan dành cho trẻ em và thanh thiếu niên. Bộ phim là một thành công nên nhà phân phối phim ABC Cinemien/ABC Distribution đã quyết định phát hành bộ phim tại các rạp Hà Lan. Bản phát hành này cũng là một thành công vì vậy bộ phim đã được bán cho Hoa Kỳ, Vương quốc Anh, Đài Loan, Ba Lan, Pháp và Đức. Hơn nữa, bộ phim đã được trình chiếu tại Liên hoan phim quốc tế Seattle, Vancouver Queer Film Festival, Out-on-Film-Festival ở Atlanta và Frameline Film Festival.

## Nhạc phim
Thiết kế và trộn âm thanh được thực hiện bởi Marco Vermaas và một số âm nhạc được sản xuất bởi Rutger Reinder.
- "I Apologize (Dear Simon)" bởi Moss (Intro & Closing Song)
- "Love Like This" bởi Kodaline
- "Just a Boy" bởi Angus & Julia Stone
- "Princes" bởi Oscar & The Wolf
- "Midnight City" bởi M83

## Giải thưởng
Bộ phim đã giành được bốn giải thưởng tại Zlín-Jugendfilmfansion năm 2014 tại Cộng hòa Séc:
- Giải thưởng đầu tiên của ban giám khảo giới trẻ quốc tế cho phim thanh thiếu niên hay nhất
- Giải thưởng đầu tiên của ban giám khảo quốc tế
- Giải thưởng công cộng "Quả táo vàng" cho phim hay nhất
- Miloš Macourek Award cho nam diễn viên trẻ xuất sắc nhất trong một bộ phim dành cho giới trẻ được trao cho Gijs Blom